# La Combe-de-Lancey
La Combe-de-Lancey ist eine französische Gemeinde mit 730 Einwohnern (Stand: 1. Januar 2022) im Département Isère in der Region Auvergne-Rhône-Alpes (vor 2016 Rhône-Alpes). Sie gehört zum Arrondissement Grenoble und zum Kanton Le Moyen Grésivaudan. Die Einwohner nennen sich Combinois.

## Geographie
Die Gemeinde La Combe-de-Lancey liegt etwa 13 Kilometer ostnordöstlich von Grenoble in einem Tal des Grésivaudan. Im Osten reicht das Gemeindegebiet bis in die Gletscherregion der Westalpen. Der östlichste ist auch der höchste Punkt der Gemeinde: der 2926 m hohe Gipfel des Pic Central de Belledonne. Umgeben wird La Combe-de-Lancey von den Nachbargemeinden Villard-Bonnot im Norden, Saint-Mury-Monteymond im Nordosten und Osten, Revel im Süden und Westen, Saint-Jean-le-Vieux im Westen sowie Le Versoud im Westen und Nordwesten.

## Bevölkerungsentwicklung
| Jahr                       | 1962 | 1968 | 1975 | 1982 | 1990 | 1999 | 2009 | 2021 |
| Einwohner                  | 358  | 249  | 243  | 350  | 452  | 528  | 707  | 722  |
| Quellen: Cassini und INSEE |      |      |      |      |      |      |      |      |

## Sehenswürdigkeiten
- Kirche Mariä Geburt aus dem 19. Jahrhundert
- Schloss La Combe (auch: Schloss Le Boys) aus dem 18. Jahrhundert
- Schloss La Martelière

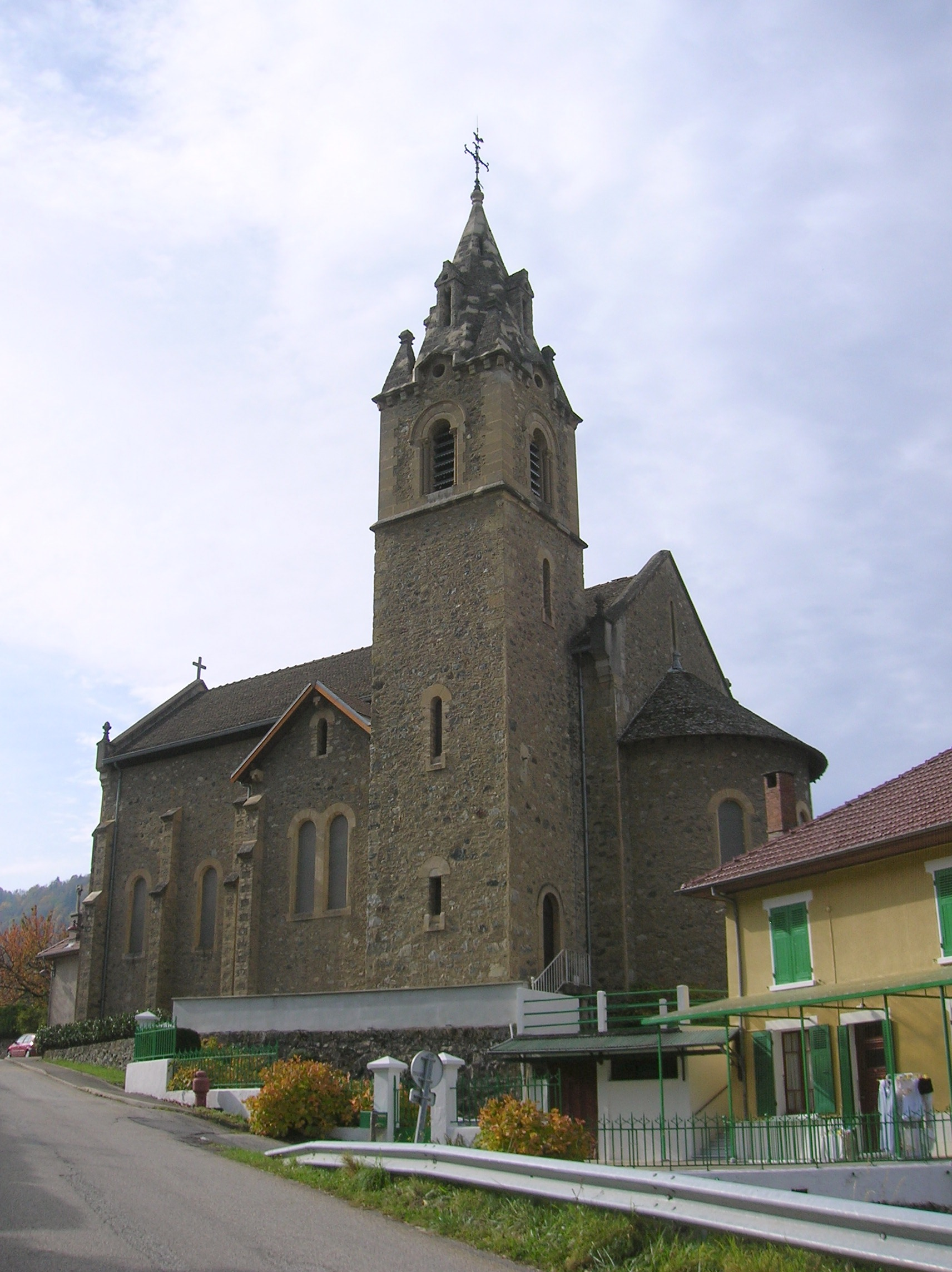
Kirche Mariä Geburt
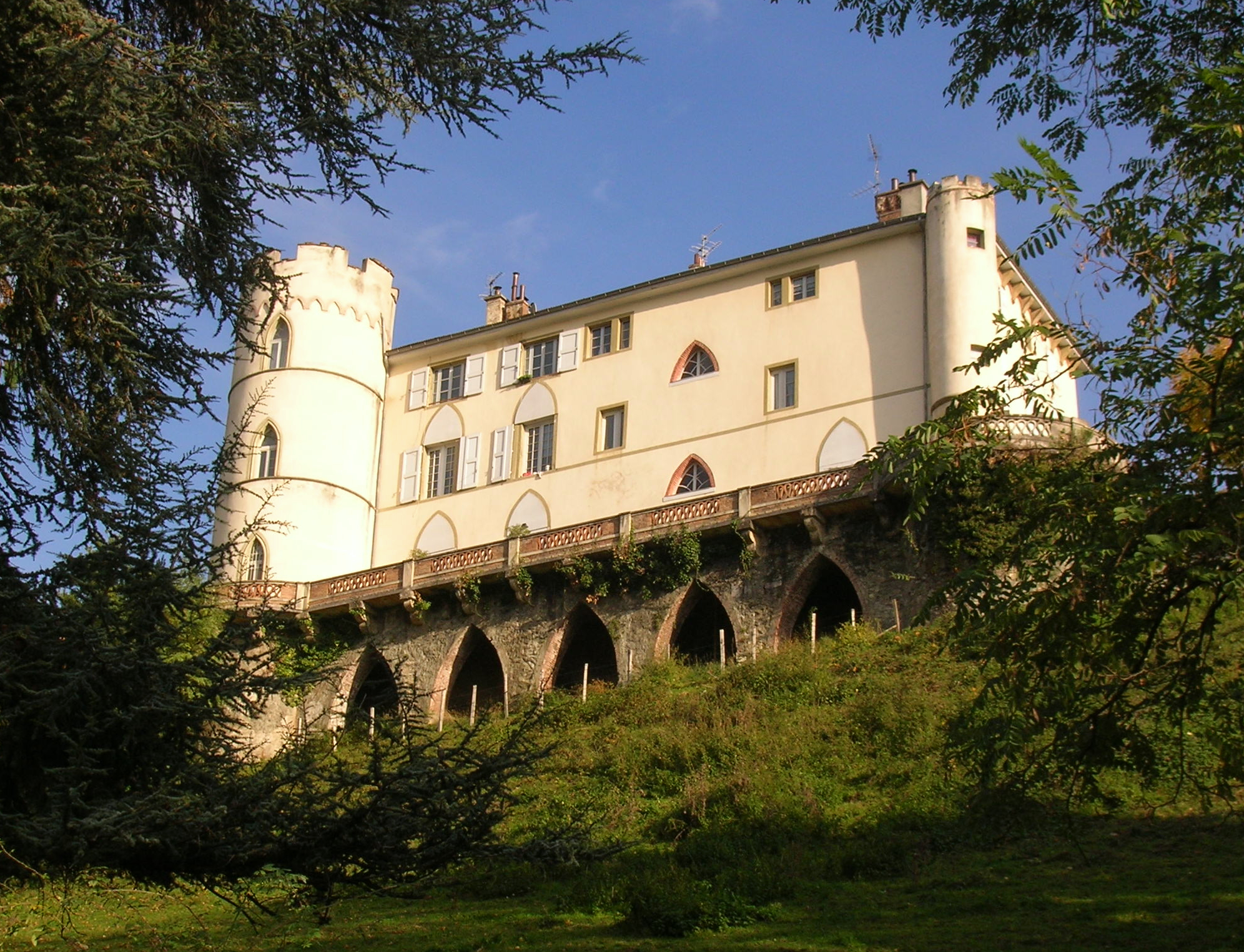
Schloss La Combe
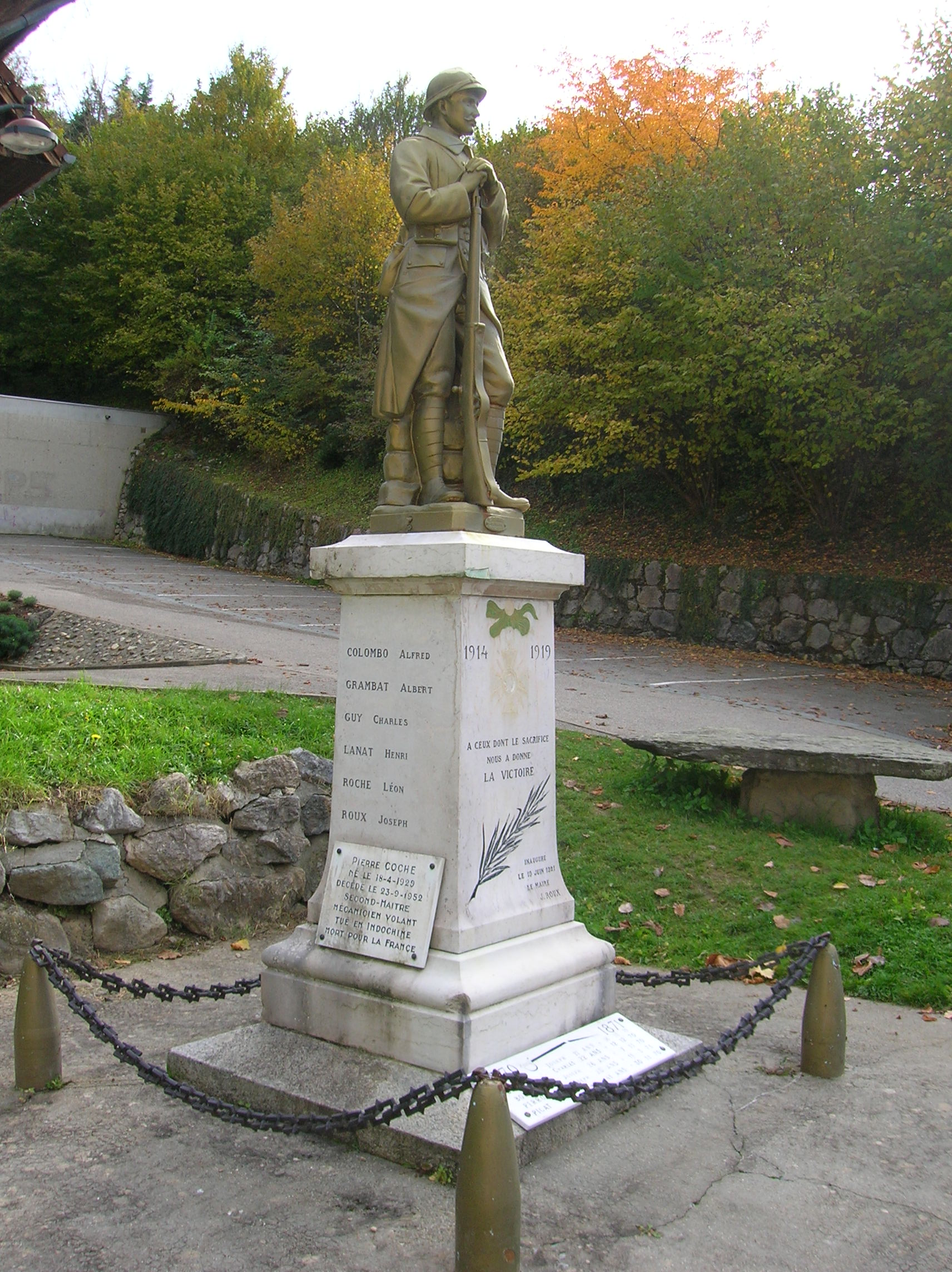
Gefallenendenkmal

## Persönlichkeiten
- Félix Dupanloup (1802–1878), Bischof von Orléans (1849–1878), hier gestorben
- Stanisław Vincenz (1888–1971), Schriftsteller, Philosoph